# 26011 Cornelius
26011 Cornelius este o planetă minoră (asteroid) din centura de asteroizi. A fost descoperită pe 21 martie 2001 la Stația Anderson Mesa de Lowell Observatory Near-Earth-Object Search. 
Obiectul prezintă o orbită caracterizată de o semiaxă mare de 2,5998776 UAi, o excentricitate de 0,06, o înclinație de 10,08728 ° în raport cu ecliptica.